# Anna Thea Madsen
Anna Thea Madsen (født 27. oktober 1994) er en dansk badmintonspiller.

## Præstationer

### Europæisk mesterskab
Damesingle
| År   | Sted                                   | Konkurrent     | Score               | Resultat |
| ---- | -------------------------------------- | -------------- | ------------------- | -------- |
| 2016 | Vendéspace, La Roche-sur-Yon, Frankrig | Kirsty Gilmour | 21–17, 18–21, 19–21 | Bronze   |
| 2014 | Gymnastics Center, Kazan, Rusland      | Carolina Marín | 9–21, 21–14, 8–21   | Silver   |